# 春塘鲎虫
春塘鲎虫（学名：Lepidurus packardi）是背甲目下的一种，见于世界各地，如美国加利福尼亚州，东亚寒温带地区（中国内蒙古东北部草原地区）、澳洲、俄罗斯等地。由于分布有限且栖息地受破坏等因素，春塘鲎虫现为濒危动物。